# Péter Kusztor
Péter Kusztor (Budapest, 27 de diciembre de 1984) es un ciclista húngaro.
Debutó como profesional en 2006 con el equipo P-Nívó Betonexpressz 2000 Corrate. En 2008 ganó varias pruebas en Eslovaquia y en Hungría. En 2011 consiguió la victoria del Tour de Bretaña por delante del estonio Rene Mandri.
Puso fin a su carrera poco antes de acudir al Giro de Italia 2025 con el Red Bull-BORA-hansgrohe como cocinero.

## Palmarés
| 2005 - 3.º en el Campeonato de Hungría Contrarreloj 2007 - 1 etapa del Gran Premio Ciclista de Gemenc - 1 etapa del Tour de Szeklerland 2008 - Gran Premio Hydraulika Mikolasek - Gran Premio Bradlo - Gran Premio Betonexpressz 2000 - 2.º en el Campeonato de Hungría en Ruta 2010 - Campeonato de Hungría en Ruta - Campeonato de Hungría Contrarreloj 2011 - Tour de Bretaña - 3.º en el Campeonato de Hungría en Ruta | 2012 - Campeonato de Hungría en Ruta 2013 - 3.º en el Campeonato de Hungría Contrarreloj 2014 - 3.º en el Campeonato de Hungría Contrarreloj - 2.º en el Campeonato de Hungría en Ruta 2015 - 2.º en el Campeonato de Hungría en Ruta 2016 - 3.º en el Campeonato de Hungría Contrarreloj - 1 etapa del Gran Premio Ciclista de Gemenc 2018 - V4 Special Series Debrecen-Ibrány |